# 이해리 (아나운서)
이해리 ( 1989년 9월 9일 ~ )은 대한민국의 knn 아나운서이다.

## 학력
- 초등학교 1997년 3월 ~ 2003년 2월
- 중학교 2003년 3월 ~ 2006년 2월
- 고등학교 2006년 3월 ~ 2009년 2월
- 2010년 ~ 2014년 숙명여자대학교 영어영문학, 정보방송학 학사 (졸업)

## 경력
- 2014년 ~ 현재 : KNN 아나운서 공채 입사

## 현재 TV
- KNN TV : 네트워크 현장 고향이 보인다 진행
- KNN TV : KNN 뉴스아이 주말 진행
- 부산지하철 코로나19 예방 방송

## 과거 TV
- KNN TV : KNN 뉴스와 건강 진행
- KNN TV : KNN 날씨와 건강 진행